# Babčice (Struhařov)
Babčice (též Babčitz, Podhoř, německy Babtschitz) je samota, část obce Struhařov v okrese Benešov. Nachází se asi 3 km na jihozápad od Struhařova. Babčice leží v katastrálním území Skalice u Benešova o výměře 3,79 km².

## Historie
První písemná zmínka o vesnici nebyla známa.
V letech 1850–1869 a v letech 1900–1921 byla samota součástí obce Nová Ves, v letech 1930–1950 součástí obce Pozov a od 1. ledna 2002 se vesnice stala součástí obce Struhařov.

## Obyvatelstvo
V roce 1874 uváděno jako samota s 16 obyvateli.
| Rok            | 1869 | 1880 | 1890 | 1900 | 1910 | 1921 | 1930 | 1950 | 1961 | 1970 | 1980 | 1991 | 2001 | 2011 | 2021 |
| -------------- | ---- | ---- | ---- | ---- | ---- | ---- | ---- | ---- | ---- | ---- | ---- | ---- | ---- | ---- | ---- |
| Počet obyvatel | 11   | 14   | 16   | 14   | 12   | 10   | 9    | 10   | 0    | 0    | 0    | 0    | 0    | 7    | 5    |
| Počet domů     | 2    | 2    | 2    | 2    | 2    | 2    | 2    | 2    | 0    | 0    | 0    | 0    | 0    | 2    | 2    |

## Galerie

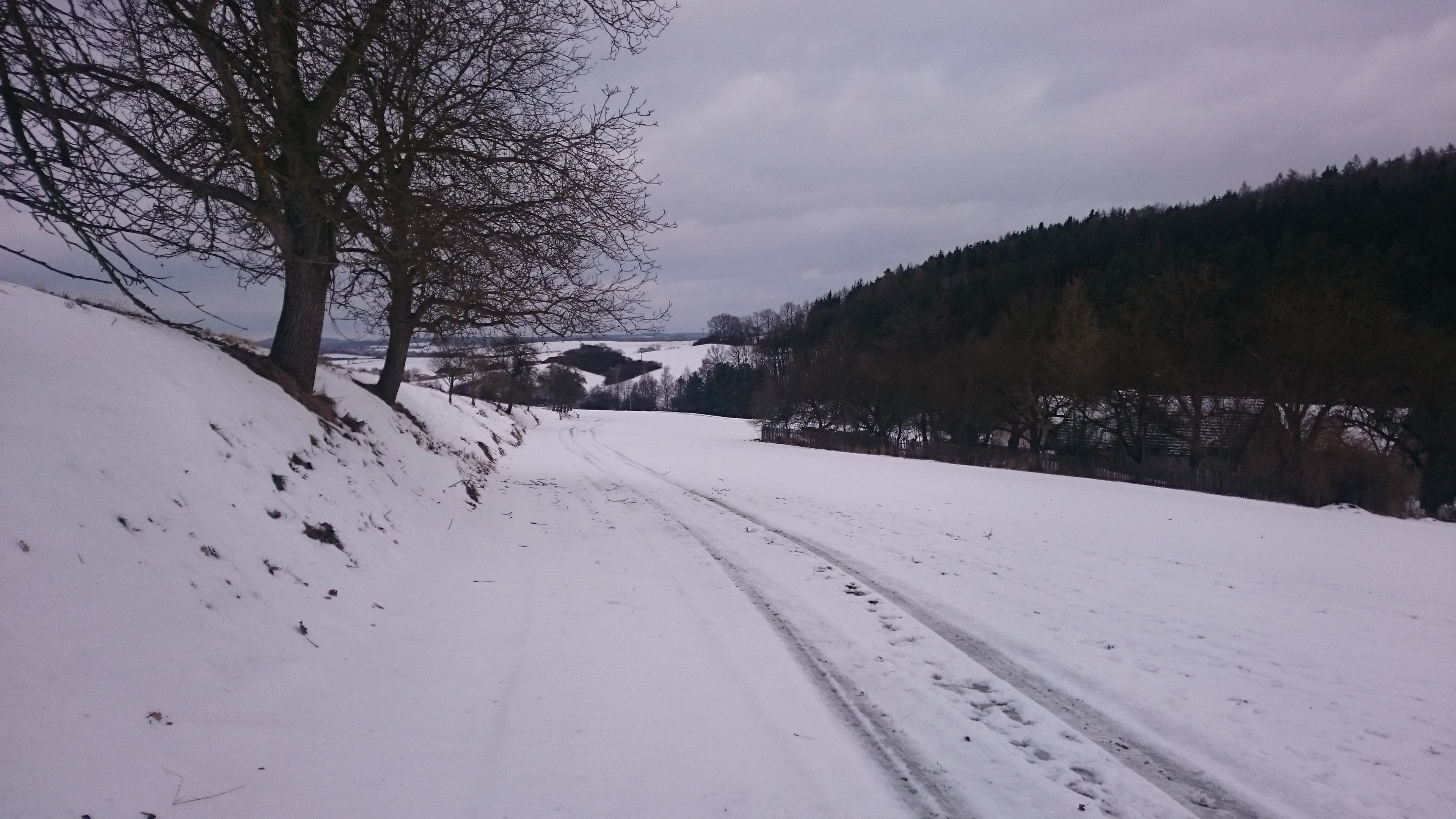
Cesta
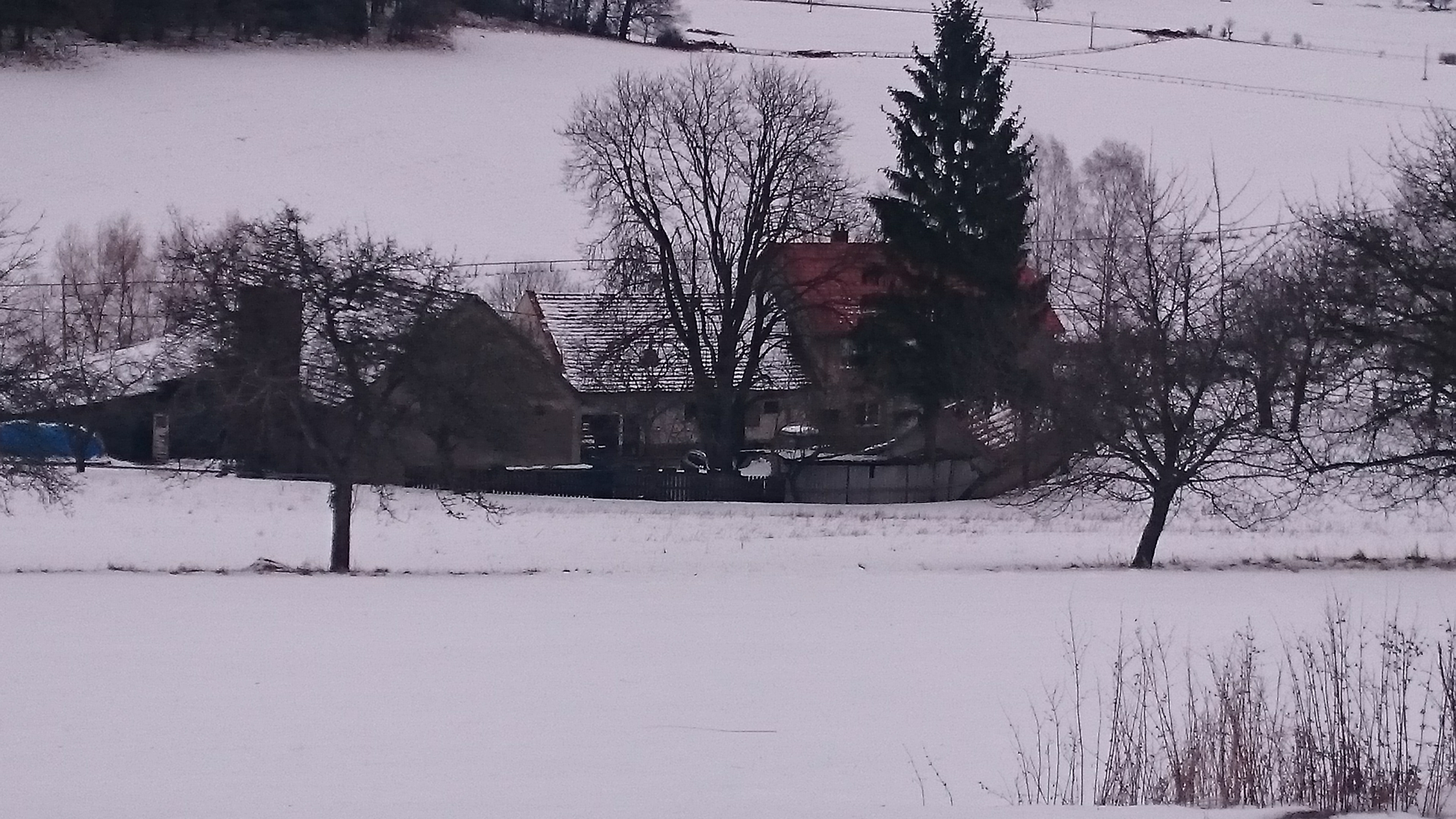
Stavení
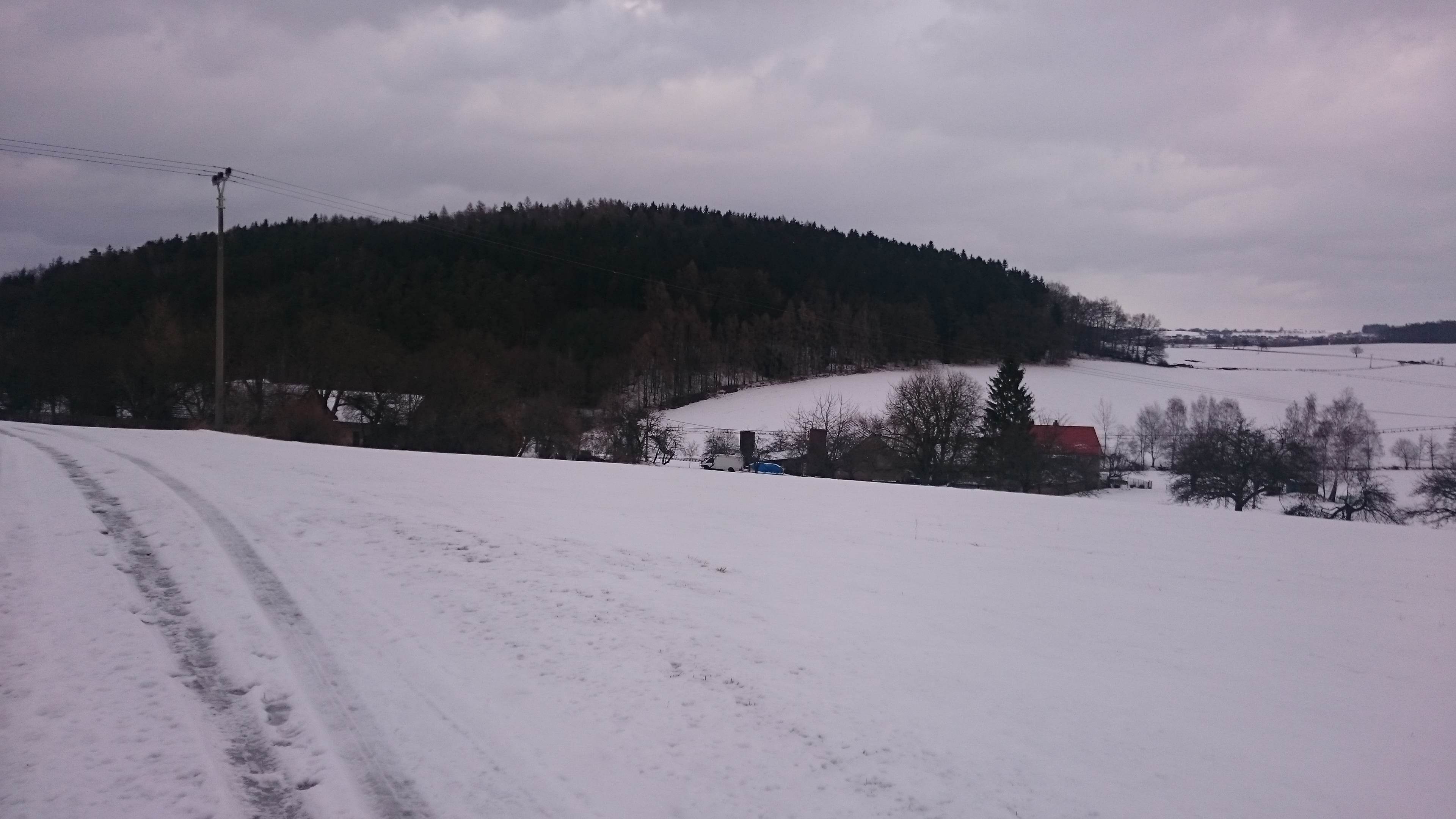
Umístění pod Hůreckou věží (446 m)